# Коркмаз, Юмит
Юми́т Коркма́з (нем. и тур. Ümit Korkmaz, 17 сентября 1985, Вена) — австрийский футболист турецкого происхождения, полузащитник клуба «Остбан XI» (Вена). Выступал за сборную Австрии.
В 2006—2008 годах выступал за венский «Рапид», в составе которого стал чемпионом Австрии. 27 мая 2008 года дебютировал в сборной Австрии в товарищеском матче с Нигерией (1:1). Участник чемпионата Европы по футболу 2008. С 2008 по 2012 год выступал за франкфуртский «Айнтрахт».

## Достижения
«Рапид» Вена
- Чемпион Австрии: 2007/08